# The Long Dark
The Long Dark (с англ. — «Долгая тьма») — компьютерная игра в жанре симулятора выживания с видом от первого лица с элементами открытого мира, разработанная канадской компанией Hinterland Studio Inc. Альфа-версия игры вышла 22 сентября 2014 в рамках раннего доступа в Steam. Разработчики получили финансирование на разработку игры за счёт кампании на Kickstarter в октябре 2013 года. The Long Dark является дебютным проектом команды Hinterland Studio. Релиз состоялся 1 августа 2017 года.

## Игровой процесс
The Long Dark разработана в жанре выживания с видом от первого лица. Локации представляют собой открытый мир. Действие игры разворачивается на острове Великого Медведя, в дебрях на тихоокеанском побережье Канады после крушения самолёта в условиях геомагнитной бури. Игрок выступает в роли выжившего пилота. Игроку доступны три режима игры: «режим истории», «режим выживания», «испытания».

### Режим истории

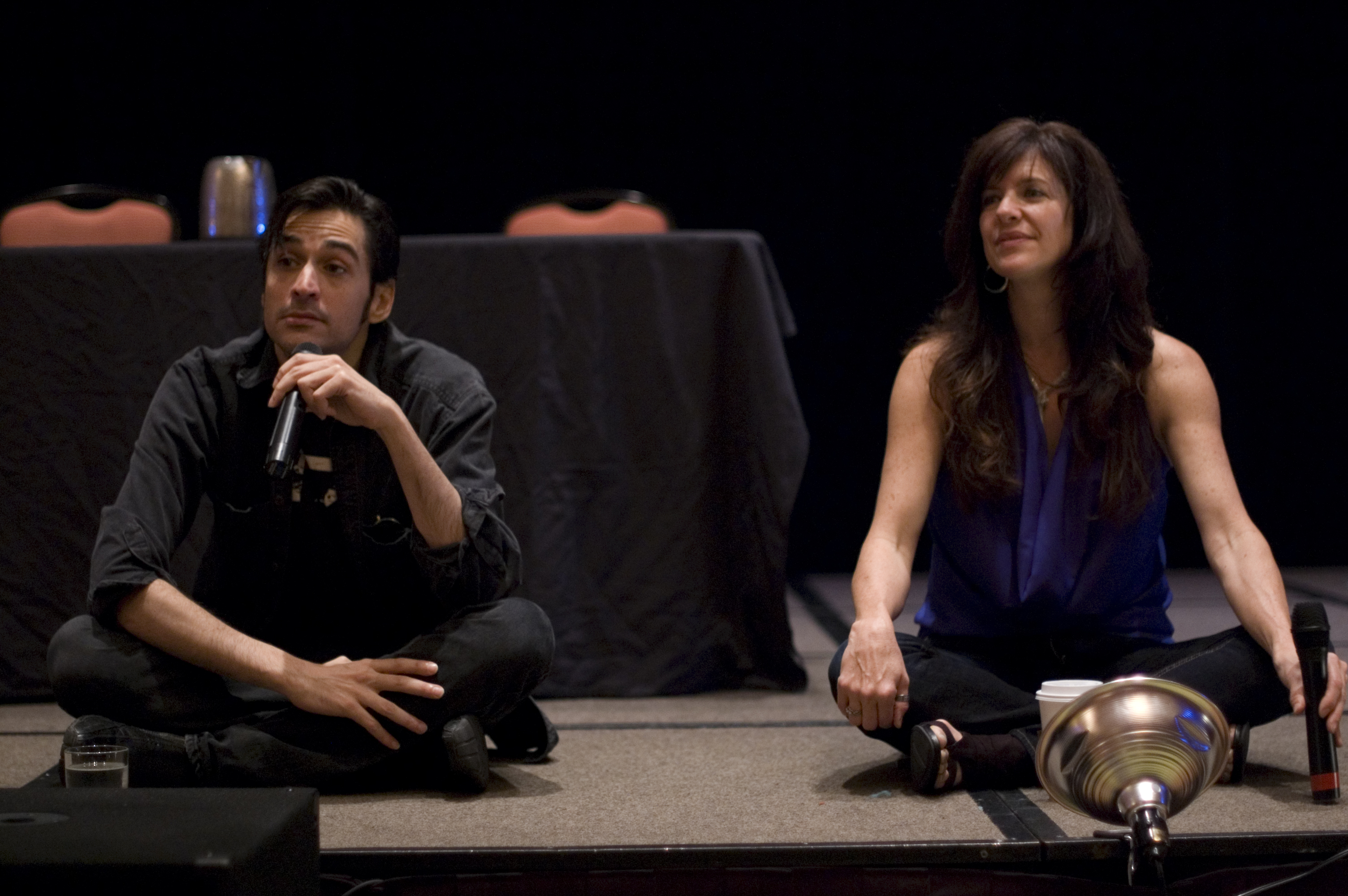
Актёры озвучки Mark Meer и Дженнифер Хейл

В отличие от режима выживания, режим истории (также известный как «Wintermute») — это эпизодическая приключенческая игра с элементами выживания. Если игрок умирает, исходный файл сохранения не удаляется и игрок может возобновить игровой процесс с предыдущей точки сохранения. В сюжетном режиме игрок не может свободно перемещаться по игровому миру и ограничен определёнными географическими регионами.

### Режим выживания
В режиме выживания игрок может выбрать персонажа, регион, в котором он хочет появиться, если сложность будет ниже «Незваного гостя», и может получить доступ к любому региону в игре. Цель игры состоит в том, чтобы игрок выжил как можно дольше, собирая и используя любые ресурсы, которые он может найти в мире. Сюда входят такие предметы, как продукты питания, вода, дрова, лекарства, а также такие инструменты, как оружие, топоры, ножи и множество других предметов. На локациях обитают дикие животные: олени, на которых можно охотиться в поисках пищи, а также волки, медведи и лоси, которые представляют постоянную угрозу для игрока, когда они выходят на улицу и пумы, которые постепенно захватывают регион, если игрок провёл в нём слишком много времени. Все предметы и дикие животные появляются случайным образом для каждой новой игры, поэтому для игрока не будет двух одинаковых игр. Инструменты и предметы со временем ухудшаются, заставляя игрока принимать тщательные решения относительно их состояния и возможной необходимости ремонта. Огонь, будучи основным компонентом, необходим для тепла и приготовления пищи. Игрок должен регулярно добывать дрова и топливо, чтобы остаться в живых. Игрок также может умереть из-за пищевого отравления и болезни.
The Long Dark имитирует полный цикл дня и ночи, который является фундаментальной частью игры. Игра также имитирует температуру и холодный ветер, побуждая игрока постоянно внимательно следить за погодой и своей одеждой, чтобы предотвратить смерть от воздействия. Первоначально в игре не было выбора сложности, но из-за большой популярности среди игроков, с обновлениями были добавлены три сложности для различных режимов игры, а четвёртый и пятый режимы сложности были добавлены позже.
Система сохранения игры обеспечивает тщательное принятие игроком решений; сохранение происходит только тогда, когда игрок входит в здание, спит или получает травму. Когда игрок умирал, исходный файл сохранения удалялся, что вынуждало игрока начать новую игру. Так было до версии 2.28, в которой была добавлена система обмана смерти, после добавления которой у игрока появился выбор: закончить игру (удалить сохранение, как это было раньше) или обмануть смерть (продолжить игру с возможностью найти часть инвентаря, сбросом прогресса достижений, требующих выполнения в рамках одной игры; временным замедлением восстановления состояния и выносливости, после выбора между ощутимым, но временным или более щадящим, но действующим до конца игры негативными эффектами и выбором места появления: рядом с местом смерти или подальше, на более безопасном расстоянии). Обман смерти возможен не более трёх раз на всех уровнях сложности, кроме страдания, после чего сохранение удаляется.

### Испытания
Испытания — это один из игровых режимов, который появился в игре с выходом очередного обновления в 2016 году. По своей механике, данный режим похож на режим выживания, но главное отличие заключается в наличии заданий для выполнения. Как только персонаж выполнит задание, игра завершается победой. Проиграть в испытаниях можно двумя способами — смертью персонажа и превышением отведенного на задание времени. На данный момент, в игре доступны следующие испытания: «Безнадёжное спасение», «Добыча: часть 1», «Белая мгла», «Кочевник», «Добыча: часть 2», «Архивариус», «Пока мёртвые спят», «Escape the Darkwalker» (с англ. — «побег от Тёмного Ходока»).

## Разработка
The Long Dark — дебютный проект канадской компании-разработчика игр Hinterland Studio, сформированной в 2014 году Рафаэлем ван Лиропом, ранее участвовавшим в продюсировании Company of Heroes, управлении разработкой повествования в Far Cry 3 и полном руководстве разработки Warhammer 40,000: Space Marine. Кроме него в команду входят: Алан Лоранс, технический директор проектов Saints Row и Red Faction; Хокио Лим арт-директор League of Legends; Марианна Кравчик, сценарист серии игр God of War, и Дэвид Чен, аудио-продюсер серий Mass Effect и Baldur's Gate. В сентябре 2014 к команде присоединился ведущий дизайнер The Elder Scrolls III: Morrowind Кен Ролстон. Персонажей озвучили такие актёры, как Марк Мир, Дженнифер Хейл, Дэвид Хэйтер и Элайас Туфексис.
Критики ещё до релиза отметили, что для выживания игра требует немалой сноровки, что Рафаэль, руководитель студии, прокомментировал словами:

Да, наша игра безусловно бросает вызов, но мы не хотим создать нечто чрезмерно или безосновательно сложное. Мы не хотим учить игрока, но хотим, чтобы игроки учились самостоятельно.
Оригинальный текст (англ.)Certainly, the game is challenging, but we don’t want it to be overly challenging, or unfairly difficult. We don’t want to educate players, but rather, we want them to educate themselves.

К концу февраля 2014 года игра была продана около 250 тысяч раз в рамках раннего Steam доступа. 25 декабря 2015 года разработчики игры отметили, что она перешла рубеж в 500 тысячную купленную копию в Steam. Во время новогодней распродажи игр в Steam игра The Long Dark попала в список бестселлеров, а также фигурировала в ряде других номинаций и тематических групп игр.
16 декабря 2015 года на портале IGN был выложен эксклюзивный трейлер, в котором сообщалось, что весной 2016 года выйдет первый эпизод сюжетной кампании The Long Dark. Выход первого эпизода будет считаться официальным релизом, поэтому игра выйдет из режима альфа-тестирования. Продолжительность первого эпизода планируется в районе 3-4 часов, что, по заявлениям разработчиков, дольше всех последующих на час. Общее время прохождения игры — около 12 часов. Особенностью сюжетного режима является наличие контрольных точек, а больше четверти эпизода пройдёт на новых локациях. В октябре 2016 года к команде разработчиков присоединилась Рилм Лавджой, работавшая над Portal, Portal 2 и другими играми Valve, а также Halo 5.
Изначально планировалось, что режим истории будет выпущен в конце 2014 года, но позднее он был перенесён на 2016 год. 4 мая 2017 было анонсировано два из пяти эпизодов первого сезона сюжетной кампании The Long Dark под названием Wintermute (с англ. — «зимнее безмолвье»). Релиз состоялся 1 августа 2017 года. Первый эпизод был назван Do Not Go Gentle (с англ. — «Не уходи смиренно»), второй эпизод — Luminance Fugue (с англ. — «Световая фуга»).
Из-за смешанных отзывов критиков и игроков, в декабре 2018 года были выпущены обновлённые версии первого и второго эпизодов со многими изменениями в игровом процессе, структуре и подачи миссий, названные Wintermute Redux. 22 октября 2019 года вышел третий эпизод сюжетной кампании The Long Dark под названием Crossroads Elegy (с англ. — «элегия распутья»). 6 октября 2021 года вышел четвёртый эпизод сюжетной кампании The Long Dark под названием Fury, then Silence (с англ. — «ярость, затем тишина»)
5 декабря 2022 года была выпущена первая часть платного дополнения в виде сезонного пропуска для The Long Dark, Tales From The Far Territory (с англ. — «сказки с дальних земель»), под названием Forsaken Airfield (с англ. — «брошенный аэродром»). 30 марта 2023 года была выпущена вторая часть дополнения под названием Signal Void (с англ. — «сигнал пустоты»). 21 июня 2023 года вышла третья часть дополнения Frontier Comforts.

## Критика
| Сводный рейтинг       | Сводный рейтинг                         |
| Агрегатор             | Оценка                                  |
| --------------------- | --------------------------------------- |
| GameRankings          | 74,25 %                                 |
| Metacritic            | 77/100 (Win) 75/100 (PS4) 76/100 (XOne) |
| Иноязычные издания    |                                         |
| Издание               | Оценка                                  |
| Destructoid           | 7,5/10                                  |
| Game Informer         | 7,25/10                                 |
| GameSpot              | 6/10                                    |
| PC Gamer (US)         | 85/100                                  |
| Русскоязычные издания |                                         |
| Издание               | Оценка                                  |
| Riot Pixels           | 78 %                                    |
| StopGame.ru           | «Изумительно»                           |
| «Игромания»           | 6,5/10                                  |

### До выхода
Игра получила многочисленные положительные отзывы ещё на момент альфа-версии игры. В превью игры от журнала Time автор статьи Мэтт Пекхам описал игру чем-то «абсолютно романтичным, находящимся на стыке холода, смерти, забытья и неотвратимой близости ночного мрака». Шаун Макиннис, автор рецензии от GameSpot отметил, что игра выделяется в жанре выживания тем, что игровой процесс строится на максимально реалистичных условиях, а не на выдуманной опасности зомби подобно DayZ или каннибалов в The Forest, что также подчёркивается в превью Гриффина Макэлроя от Polygon. Шаун высоко оценил визуальную составляющую игры, назвав «прекрасным» сочетание «чистого минимализма, ярких красок и подчёркнутых краёв, создающих атмосферу оживлённого концепт-арта». Но в то же время, как говорит рецензент, игра поражает своей жёсткостью и бескомпромиссностью в плане выживания, в которой персонаж может умереть от малейшего пренебрежения одним из множества факторов, влияющих на жизнь человека. Рецензент IGN Майк Махарди назвал это «угрозой со всех сторон», отметив, что разработчикам Hinterland Studios удалось создать игру в жанре выживания, где наравне с угрозой диких зверей стоит угроза голодной смерти, переутомления или переохлаждения. По словам Майка, залог успешного выживания в мире The Long Dark — это умение взвесить все за и против и быстро среагировать на возникающие ситуации. Но несмотря на обилие опасностей, продолжает рецензент, сам мир игры не отталкивает, а ставит перед противоречивой красотой мира и жестокостью обстоятельств. Несмотря на отсутствие конечной цели, у игрока может возникнуть желание поиграть только из-за возможности нахождения в этом противоречивом мире.

### После выхода
Выход игры из альфа-версии состоялся 1 августа 2017 года и был сопровождён положительными рецензиями нескольких игровых изданий. Несмотря на хорошее восприятие режима выживания, сюжетная часть игры получила смешанные оценки критиков. В частности, основной проблемой релизной версии являлась скудное повествование сюжета и её техническая составляющая. Российское издание Игромания дало игре 6,5 баллов из 10, назвав сюжет «банальным» с множеством технических проблем, а режим выживания «едва ли не единственным по-настоящему реалистичным в играх», похвалив атмосферу игры, геймплейную составляющую, интерфейс и звуковое сопровождение. Редакция StopGame похвалила игру за реализм, атмосферу, систему выживания и разнообразный контент, назвав сюжетный режим игры «весьма интересным», поставив оценку «изумительно». Журналисты сайта GameSpot назвали режим выживания, графическую и геймплейную составляющую «восхитительным», подвергнув критике сюжетную кампанию, анимации персонажей и техническую составляющую игры в целом, поставив игре 6 баллов из 10. Энди Келли из PC Gamer поставил игре 85 баллов из 100, похвалив игру за «глубокий, жестокий и невероятно атмосферный мир», геймплей, звуковое сопровождение и «хорошо написанную историю». Игровой портал Game Informer поставил игре 7.25 баллов из 10, похвалив песочницу, но раскритиковав сюжетную часть. В частности, журналист Элиза Фавис охарактеризовала NPC как «руководства для обучающих программ, которые научат вас выживать», графику как «грань эстетики», а геймплей и атмосферу «величественными». Несмотря на положительные оценки релизной версии игры игровыми изданиями, многие фанаты оказались недовольны сюжетной кампанией. Это привело к тому, что в августе 2018 года были анонсированы redux версии первых двух эпизодов с добавлением новых персонажей, внутриигровых роликов, переработанной структуры сюжетной линии и геймплейных механик.
Летом 2018 года, благодаря уязвимости в защите Steam Web API, стало известно, что точное количество пользователей сервиса Steam, которые играли в игру хотя бы один раз, составляет 1 875 963 человека.